# 东汉诺威大区
东汉诺威大区（德語：Gau Ost-Hannover）是1925年纳粹在普鲁士汉诺威省东北部成立的的一个大区，包括当时边界内的施塔德总督区和吕讷堡总督区。最初称施塔德-吕讷堡大区（Gau Stade-Lüneburg），于1928年10月1日更名为东汉诺威大区。最初大区只是一个地区性的纳粹党支部，但随着所有公共行政部门在希特勒掌权之后越来越多地受到纳粹党的影响，从1933年到1935年，东汉诺威大区行使省政府及其上级普鲁士自由邦的职能越来越多。然而，在1935年事实上废除了德国的组成邦国之后，大区取代了它们的职责。东汉诺威大与所有纳粹党的结构一样, 在1945年纳粹德国战败后被废除。1946年，德国管制委员会将汉诺威省重组为汉诺威州，同年晚些时候将其重组为汉诺威州，并与三个较小的邻近重组德国州合并。在英国占领区内形成了新的下萨克森州,原属于该大区的阿姆特諾伊豪斯市被分配给了梅克伦堡-前波莫瑞。